# Quiry-le-Sec
Quiry-le-Sec és un municipi francès, situat al departament del Somme i a la regió dels Alts de França. L'any 1999 tenia 270 habitants.

## Situació
Quiry-le-Sec es troba al límit meridional del Somme. És travessat per la carretera D4188, que uneix Esclainvillers i Tartigny, ja al departament de l'Oise.

## Administració
Esclainvillers forma part del cantó d'Ailly-sur-Noye, que al seu torn forma part del districte de Montdidier. L'alcalde de la ciutat és Patrick Georget (2001-2008).

## Vegeu també

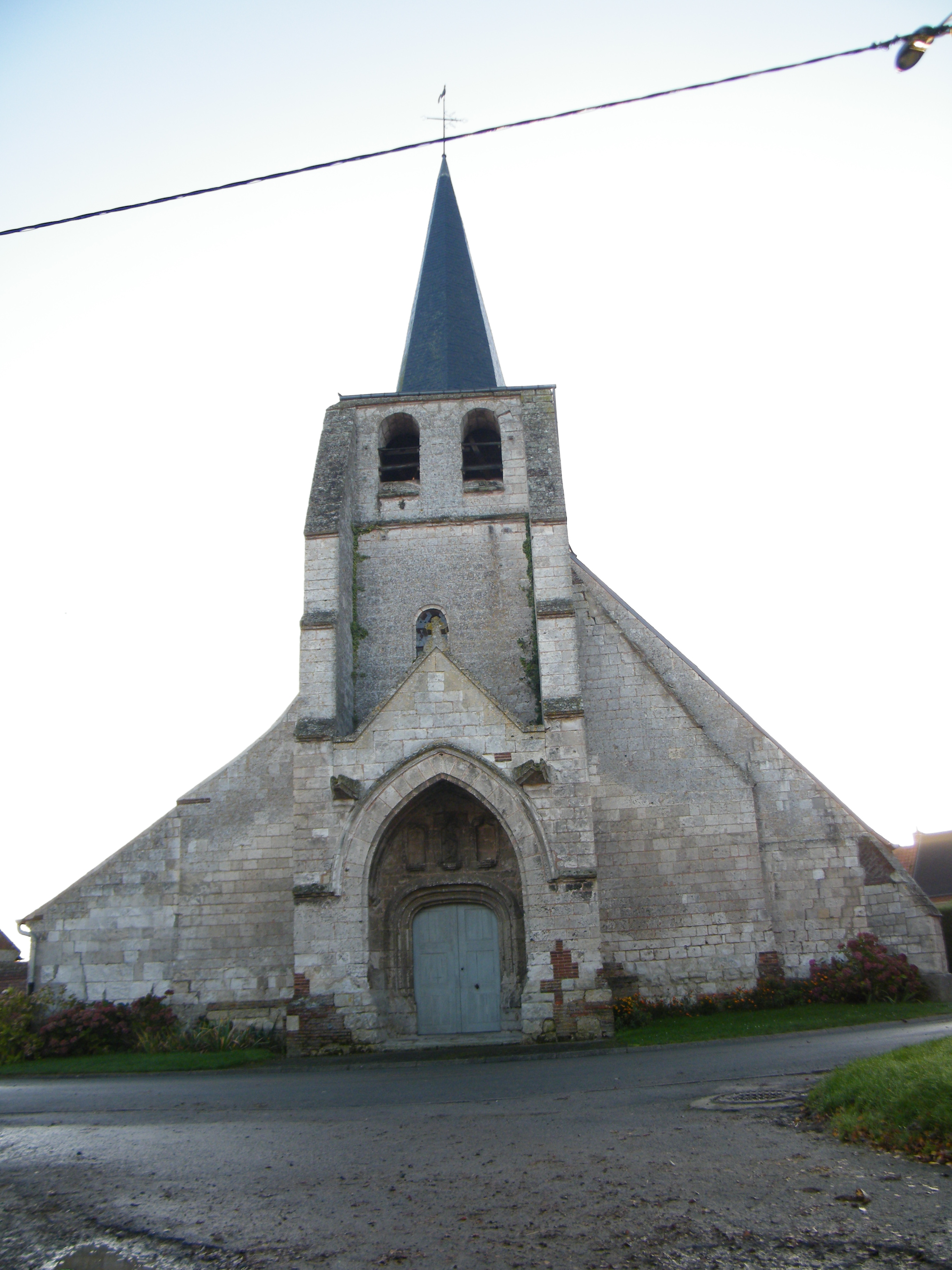